# Uszi (przełęcz)
Uszi, Uszite (bułg. Ушите) – przełęcz w zachodniej Bułgarii, przez którą prowadzi droga między miastami Pernik i Radomir oraz rzeka Struma.